# Omega Red
Arkady Rossovich, alias Omega Red est un super-vilain évoluant dans l'univers Marvel de la maison d'édition Marvel Comics. Créé par le scénariste John Byrne et le dessinateur Jim Lee, le personnage de fiction apparaît pour la première fois dans le comic book X-Men (vol. 2) #4 en janvier 1992.
C'est un ennemi des X-Men, en particulier de Wolverine.

## Biographie du personnage

### Origines
On sait très peu de choses sur le passé du mutant russe Arkady Rossovitch, sauf que c'est un tueur en série capturé par le Hurleur, à l'époque agent d'Interpol et livré au KGB qui voulait en faire un super-soldat, comme Captain America.
Arkady est un humain muté, qui a été amélioré génétiquement. On sait qu'il a longtemps cherché à retrouver Wolverine, Dents-de-sabre et Maverick, les trois hommes qui avaient subtilisé un synthétiseur de carbonadium lors de leur dernière mission en commun à la fin des années 1960. Cet appareil servait à stabiliser son pouvoir mutant.
Le gouvernement de l'union soviétique décida qu'Omega Red était un danger, et il fut placé en animation suspendue, dans l'attente de trouver un moyen de le contrôler à la perfection.

### Parcours
À la chute du Communisme en Russie, la Main le libère. Omega Red se remet à la recherche du synthétiseur qui peut lui sauver la vie. Il affronte plusieurs fois les X-Men, dressés sur sa route, et Wolverine.
Plus tard, il tombe sous le contrôle du Soul Skinner en Sibérie. Le dépeceur d'âme l'utilise pour combattre les X-Men. Omega Red capture Jubilé et Wolverine, mais s'enfuit à la mort du Soul Skinner.
Il affronte aussi Chamber mais est vaincu dans l'humiliation. Finalement, il abandonne son alliance avec la Main, en voyant qu'il n'arrive pas à vaincre Wolverine. 
Une autre fois, il est vaincu par Daredevil et la Veuve noire, lors d'une tentative d'assassinat.
Il est plus tard employé par le gangster russe Ivan Pushkin pour propager une guerre entre l'HYDRA et l'AIM.
Plus récemment, il travaille pour un trafiquant de drogue surnommé le Général. Il est recruté par Dents-de-sabre, en même temps que Lady Deathstrike, pour attaquer les relations de Wolverine. En échange, Dents-de-sabre lui promet de lui fournir toutes les informations sur tous les mutants de la planète. Mais Creed le trahit dès qu'il a mis la main sur Wolverine.
Finalement, Omega Red trouve un moyen de maîtriser le pouvoir qui le tue. Il devient parrain du crime à la tête de la Mafia rouge, et possède depuis une identité publique d'homme d'affaires respectable, à l'image de Wilson Fisk (le Caïd) aux États-Unis. Il semble avoir perdu sa rancœur et son intérêt envers Wolverine et cherche désormais à faire fortune.
Il est par la suite capturé par le SHIELD puis transféré dans une prison russe.

### Après leM-Day
Après le M-Day, Omega Red s'échappe de sa cellule et se lance une nouvelle fois à la recherche du synthétiseur de carbonadium, alors que Wolverine est piégé dans la prison par le mystérieux Romulus.
Dans le combat qui s'ensuit, Wolverine parvient à fuir et Arkady tue Wild Child (un agent de Romulus) en le lançant dans une cuve de métal en fusion. Il retrouva Logan deux jours plus tard dans un entrepôt. Le X-Men a alors en sa possession le katana de Muramasa et empale le tueur russe en plein cœur.

## Pouvoirs et capacités
Omega Red possède une endurance et une force supérieures à celles d'un être humain normal. Sa résistance à la douleur est incroyable. Sa peau est très dure et ses os sont recouverts de carbonadium, ce qui lui permet de résister d'une certaine manière aux attaques portées par Wolverine.
En complément de ses pouvoirs, Arkady Rossovich est un excellent tacticien et combattant grâce à l'entraînement qu'il a suivi au KGB. Formé dans plusieurs styles de combat au corps à corps, il est aussi devenu compétent dans la gestion d'organisations criminelles.
- À l'instar de Wolverine et de Dents-de-sabre, Omega Red est lui aussi doté d'un facteur guérisseur, moins performant toutefois. Pourtant, couplé à son corps armuré, cela fait de lui un adversaire dur à abattre. Il peut continuer de se battre même après avoir perdu presque tout son sang.
- Pour renforcer encore sa protection, il possède une armure en carbonadium.
- Il ne craint pas la radioactivité, jusqu'à un certain degré. Son corps est insensible aux toxines, aux températures extrêmes, et à l'acide. Il pourrait survivre à l'impact d'une bombe atomique de plusieurs mégatonnes.
- Il génère des phéromones inodores, qui affaiblissent ses adversaires se trouvant à proximité. Ses spores mortelles sont suffisantes pour assommer un être humain, voire le tuer à long terme. Il doit les expulser ou risquer de les voir se nourrir de sa propre énergie vitale.
- Le gouvernement soviétique lui a implanté sur chaque bras des tentacules rétractable en carbonadium. Le carbonadium est une tentative des Russes pour recréer de l'adamantium. L'alliage est moins solide, mais plus souple. Il se sert de ces deux appendices pour fouetter sévèrement ses proies ou les attraper, ou pour les vider de leur énergie comme un vampire. Mais ses tentacules l'empoisonnent lentement ; il est donc obligé de drainer de l'énergie et donc de s'en servir souvent, dans un cercle vicieux.
- Ses points faibles résident dans les attaques télépathiques et sa faible résistance au froid.